# Evenings for Sale
Pour plus de détails, voir Fiche technique et Distribution.
Evenings for Sale est un film américain réalisé par Stuart Walker, sorti en 1932.

## Synopsis
Von Degenthal, un comte appauvri, envisage de se suicider et passe sa dernière nuit à un bal costumé. Là, il rencontre la charmante Lela Fischer dont il tombe amoureux. Une rencontre fortuite avec son ancien majordome lui vaut une offre d'emploi en tant que gigolo dans un club de danse. Il danse avec Jenny Kent, une riche héritière américaine, et elle devient tellement amoureuse de lui qu'elle achète son château, effaçant toutes ses dettes. Le comte lui offre la précieuse bague de sa famille en signe de gratitude pour sa grande sincérité. Lela décide de lui rendre visite, mais surprend Bimpfl la tromper en lui faisant croire que c'était la façon du comte d'exprimer sa compréhension de leur engagement à se marier. Il le fait simplement pour essayer d'obtenir une position de service dans leur foyer. Naturellement, Lela le croit aussi. Kent reçoit des nouvelles d'Amérique qu'elle est devenue grand-mère, et elle se rend compte qu'elle a été stupide en poursuivant un homme beaucoup plus jeune. Elle retourne en Amérique, après avoir informé Bimpfl de son intention de transformer le manoir en hôtel. Le malentendu de Lela est dissipé, et elle et le comte se réconcilient.

## Fiche technique
- Titre : Evenings for Sale
- Réalisation : Stuart Walker
- Scénario : S. K. Lauren, Agnes Brand Leahy (en) et I. A. R. Wylie (en)
- Photographie : Harry Fischbeck
- Société de production : Paramount Pictures
- Pays d'origine : États-Unis
- Format : Noir et blanc — 35 mm — 1,37:1 — Son : Mono
- Genre : Comédie
- Date de sortie : 1932

## Distribution
- Herbert Marshall : Comte Franz von Degenthal
- Sari Maritza (en) : Lela Fischer
- Charles Ruggles : Bimpfl
- Mary Boland : Jenny Kent
- George Barbier : Henrich Fischer
- Bert Roach : Otto Volk
- Lucien Littlefield : Schwenk
- Clay Clement : Von Trask
- Arnold Korff : Ritter